# Institut universitaire en santé mentale de Québec
L'Institut universitaire en santé mentale de Québec (anciennement le Centre hospitalier Robert-Giffard) est un hôpital psychiatrique de Québec offrant des services spécialisés à des adultes vivant avec des troubles de santé mentale. 
Il est affilié à l'Université Laval. Depuis le 1er avril 2015, l'Institut universitaire en santé mentale de Québec est fusionné au nouveau Centre intégré universitaire de santé et de services sociaux de la Capitale-Nationale (CIUSSS de la Capitale-Nationale). 
L'établissement portait le nom de Robert Giffard, fondateur de Beauport et pionnier de la médecine en Nouvelle-France. Il est situé sur le chemin de la Canardière dans l'arrondissement de Beauport de la ville de Québec au Canada.

## Histoire
- 15 septembre 1845 - Ouverture du premier établissement psychiatrique au Québec, l'Asile provisoire de Beauport.
- 1850 - L’établissement s'agrandit et devient le Quebec Lunatic Asylum.
- 1865 - L’établissement change à nouveau de nom et devient l’Asile des aliénés de Québec.
- 1875 - Dans la nuit du 29 au 30 janvier, un incendie ravage l'aile des femmes. 7 corps sont retrouvés mais 19 autres personnes manquent à l'appel.
- 1893 - Le gouvernement confie le soin, la garde et l’entretien des malades de l’asile à la congrégation des Sœurs de la charité de Québec.
- 1897 - 9 janvier - Érection de la Paroisse de Saint-Michel-Archange de la scission des municipalités de Beauport et de Limoilou. Le territoire constitue à celui des édifices de l'Asile[1].
- 1912 - L’Asile des aliénés de Québec devient l’Asile Saint-Michel-Archange.
- 1914 - L'asile devient Hôpital Saint-Michel-Archange ; on y pratique une formation universitaire.
- 1969 - 15 mars - Modification du statut de la Paroisse de Saint-Michel-Archange qui devient la municipalité de Saint-Michel-Archange
- 1976 - 1er janvier - Annexion de la municipalité de Saint-Michel-Archange à la ville de Beauport[2].
- 1976 - L’hôpital prend le nom de Centre hospitalier Robert-Giffard.
- 1997 - Le gouvernement prend possession de l’établissement, administré par la communauté des Sœurs de la Charité de Québec depuis plus de 100 ans.
- 2009 - L'établissement devient officiellement l'Institut universitaire en santé mentale de Québec.
- 2015 - L'établissement est fusionné au nouveau Centre intégré universitaire de santé et de services sociaux de la Capitale-Nationale (CIUSSS de la Capitale-Nationale).

### Administration
Liste des Sœurs supérieures et Directeurs-généraux responsable de l'établissement
- 1893-1904 : Sœur Marie-Du-Sacré-Cœur - (Adéline Gauvin)
- 1904-1906 : Sœur Sainte-Alice - (Célina Drolet)
- 1906-1910 : Sœur Sainte-Euphémie - (Mathilda Hamelin)
- 1910-1936 : Sœur Saint-Calixte - (Malvina Dagneau)
- 1936-1942 : Sœur Saint-Ernest - (Marie-Eugénie Hamel)
- 1942-1945 : Sœur Marie-Marthe - (Jeanne Bergeron)
- 1945-1950 : Sœur Sainte-Darie - (Emmélie Corriveau)
- 1950-1952 : Sœur Marie-de-Grâces - (Marie-Anna Garant)
- 1952-1958 : Sœur Sainte-Bernadette-Soubirous - (Bernadette Montambault)
- 1958-1965 : Sœur Sainte-Clara - (Lucienne Boissonneault)
- 1965-1968 : Sœur Saint-Clément-de-Rome - (Albertine Roy)
- 1968-1970 : Jean-Claude Mathieu
- 1971-1983 : Léo-Paul Beausoleil
- 1983-1986 : Réjean Cantin
- 1986-1993 : Pierre-André Bernier
- 1994-? : Réjean Cantin

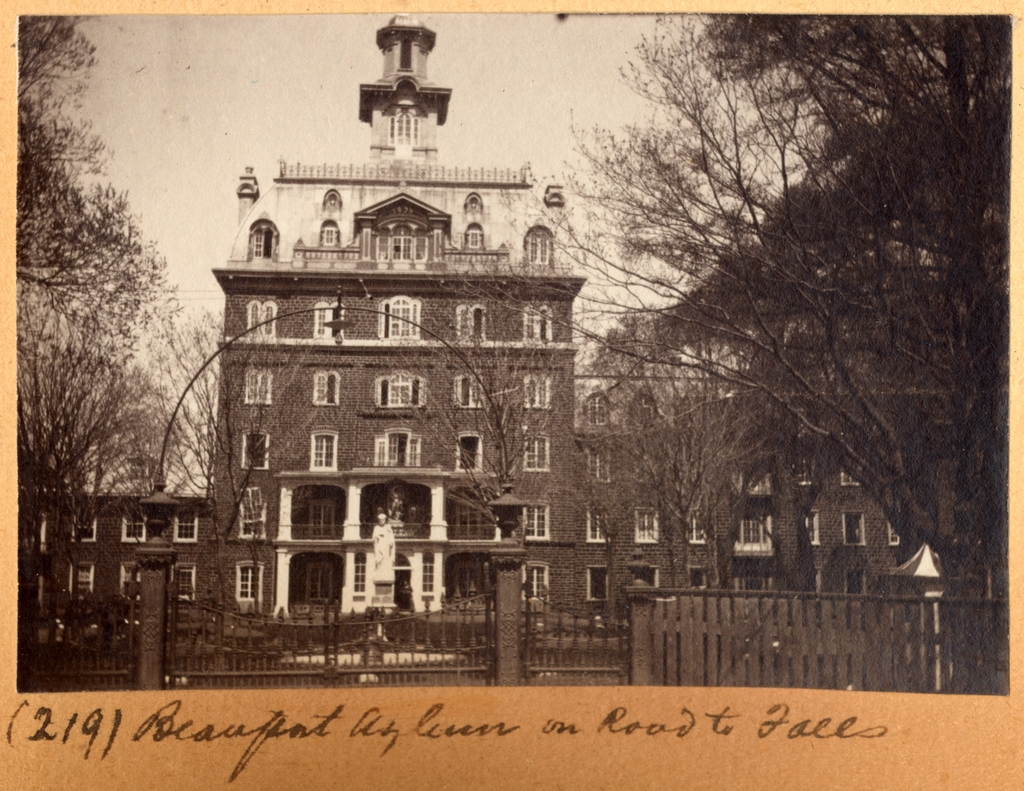
Asile de Beauport en 1899
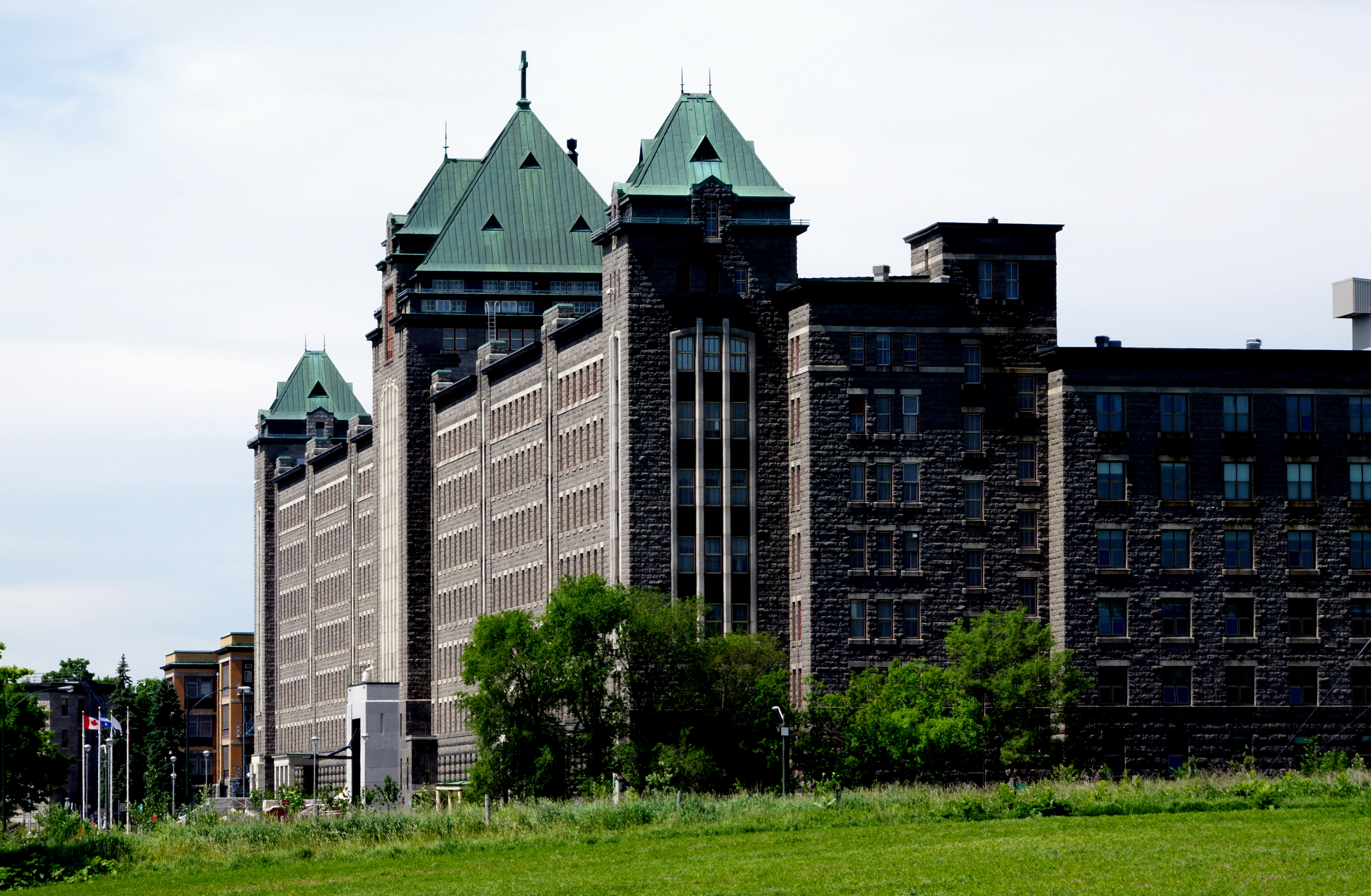
L'Institut
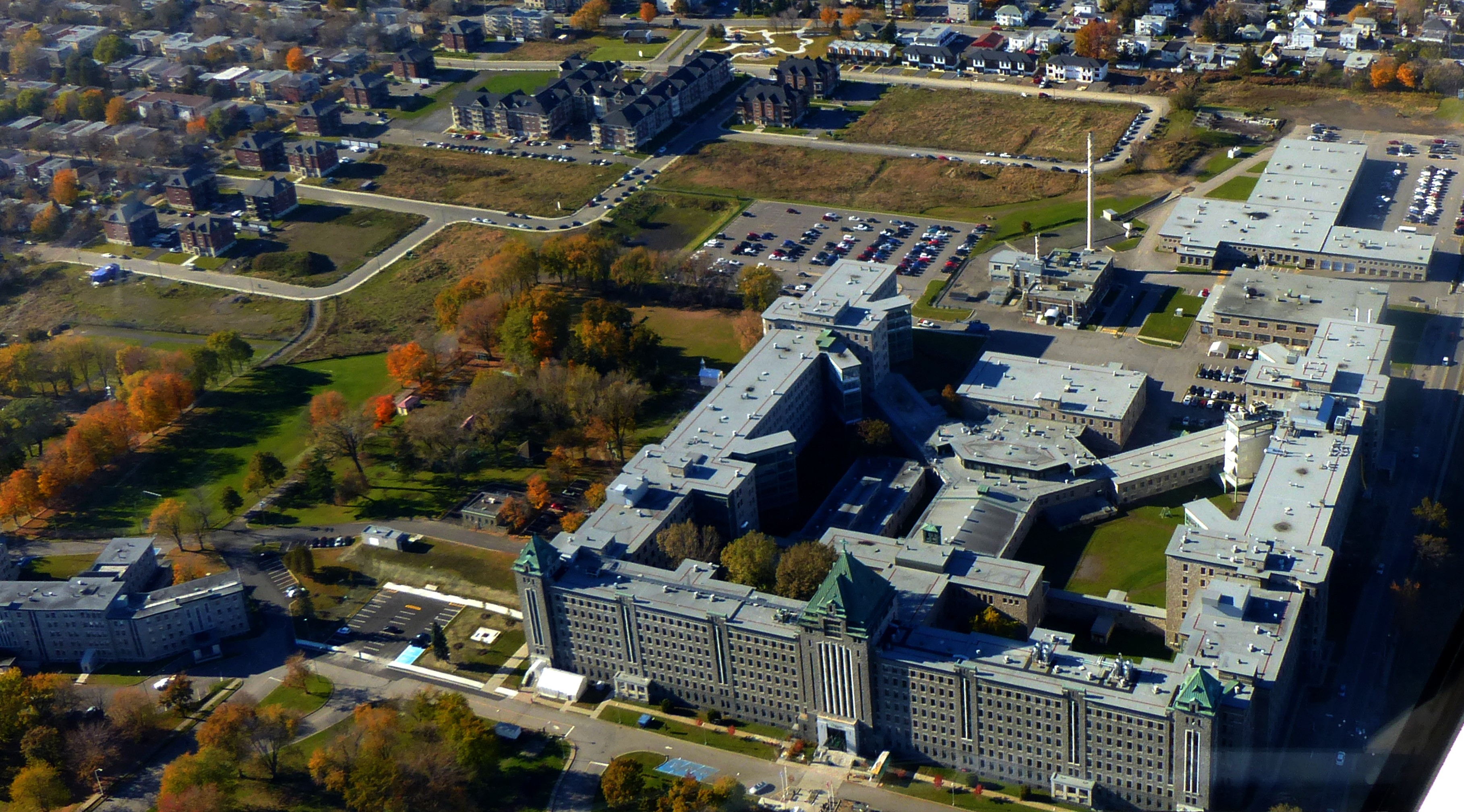
Vue aérienne